# Edwin Albert Merritt
Edwin Albert Merritt (* 25. Juli 1860 in Pierrepont, New York; † 4. Dezember 1914 in Potsdam, New York) war ein US-amerikanischer Jurist und Politiker. Zwischen 1912 und 1914 vertrat er den Bundesstaat New York im US-Repräsentantenhaus.

## Werdegang
Edwin Albert Merritt wurde ungefähr neun Monate vor dem Ausbruch des Bürgerkrieges im St. Lawrence County geboren. Er besuchte Gemeinschaftsschulen. Merritt graduierte 1879 an der Potsdam Normal School und 1884 am Yale College. 1885 war er stellvertretender Generalkonsul in London. Nach seiner Rückkehr in die Vereinigten Staaten ging er in Potsdam verschiedenen Geschäftsunternehmungen nach. Zwischen 1896 und 1903 saß er im Bezirksrat vom St. Lawrence County. Er studierte Jura. Nach dem Erhalt seiner Zulassung als Anwalt 1902 begann er in Potsdam zu praktizieren. Zwischen 1902 und 1912 saß er in der New York State Assembly, wo er 1908 Minority Leader und 1912 Speaker war. Politisch gehörte er der Republikanischen Partei an.
Er wurde in einer Nachwahl im 26. Wahlbezirk von New York in den 62. Kongress gewählt, um dort die Vakanz zu füllen, die durch den Tod von George R. Malby entstand. Sein Sitz im US-Repräsentantenhaus nahm er am 5. November 1912 ein. Bei den regulären Kongresswahlen des Jahres 1912 für den 63. Kongress wurde er im 31. Wahlbezirk von New York in das US-Repräsentantenhaus in Washington, D.C. gewählt, wo er am 4. März 1913 die Nachfolge von Sereno E. Payne antrat. Er verstarb allerdings vor dem Ende seiner Amtszeit am 4. Dezember 1914 in Potsdam. Zum Zeitpunkt seines Todes war er bereits in den 64. Kongress gewählt. Sein Leichnam wurde auf dem Pierrepont Hill Cemetery in Pierrepont beigesetzt.